# Zapata (famiglia)
La famiglia Zapata (cognome talora scritto Çapata o Sapata) è una delle più antiche della nobiltà del regno di Spagna (e prima ancora del regno di Aragona). Ha un'importante linea dinastica sarda, estinta nel 1946.

## Stemma
Lo stemma comprendeva originariamente solo cinque calzari a scacchi argento e nero in campo rosso. In seguito al matrimonio tra Rodrigo Sanchez Zapata Perez e Oria Ximenes Tobia fu aggiunta una cornice di rosso agli otto scudi dorati a banda diagonale (arma famigliare dei Tobia).

## Origine
L'origine della famiglia Zapata (che in Spagna aveva il titolo di Conti di Barajas, in Sardegna quelli di Baroni di Las Plassas, di Barumini e Villanovafranca, Baroni di Capoterra e Sarroch, con l'uso informale del titolo di marchese di Barumini) è anteriore al secolo XIII.
Il feudo più importante in Spagna fu quello della Contea di Barajas, nei cui pressi sorge attualmente l'aeroporto di Madrid-Barajas. Nella chiesa del piccolo paese sono ancora conservate le vetrate con lo stemma del cardinale Antonio Zapata y Cisneros, viceré di Napoli. La casa in cui il cardinale risiedeva a Napoli è ancora chiamata Palazzo del Cardinale Zapata.
I feudi sardi sono la Baronia di Las Plassas, Barumini (dove sorge il Palazzo Zapata, oggi Museo Casa Zapata, che è stato dimora della famiglia per oltre 500 anni), Villanovafranca e la Baronia di Capoterra e Sarroch.
A partire dall'anno 1232, con Pedro Sanchez Zapata de Calatayud è documentata e conservata, presso l'Archivio Zapata (registrato presso lo stato italiano, con una parte in copia presso il Museo Casa Zapata a Barumini), tutta la discendenza diretta e indiretta della famiglia, dal nucleo originario spagnolo al ramo sardo, fino ai nostri giorni.

## Linea dinastica originaria
La discendenza originaria è la seguente:

### Signori e Conti di Barajas
- Pedro Sanchez I Zapata de Calatayud, (1232) signore delle baronie di Valtores e la Vilueña, aiutò il re Jaime I a riconquistare la città di Valencia[3] e si sposò con Maria Perez.
- Rodrigo Sanchez Zapata Perez, primogenito di Pedro Sanchez, signore di Valtores e la Viluena, sposò donna Oria Ximenes Tobia. In conseguenza di questo matrimonio si aggiungono allo stemma Zapata le armi dei Tobia, ovvero otto scudi dorati a banda diagonale, che vengono apposti intorno ai cinque calzari. Ebbero due figli: Pedro Sanchez, che succedette al casato, e Rodrigo Sanchez, da cui parte la linea dinastica di Valencia, dei Conti del Real, che trasformarono il loro cognome in Calatayud, e per stemma usarono un solo calzare, ornato con gli scudi dei Tobia.
- Pedro Sanchez II Zapata Ximenes, signore di Valtores e la Viluena, ricoprì l'incarico di governatore d'Aragona. Ebbe due figli: Pedro (signore di Valtores e la Viluena, che ebbe come figli Pedro Sanchez III, morto senza eredi, e Maria Perez che succedette nelle signorie di Valtores e la Viluena, e che si sposò con Miguel Perez de Gotor, signore delle baronie di Yllueca e Gotor), e Rodrigo che, pur secondogenito, succedette nel casato.
- Rodrigo Zapata, fu al servizio di re aragonesi come Pedro IV e suo figlio Juan I[4]. Fu alcalde di Somet e capitano generale delle frontiere di Castiglia. Si sposò con donna Leonor de Liori, che gli diede tre figli: Ruy Sanchez, Açor (da cui parte la linea dinastica degli Zapata di Aragona) e Francisca.
- Ruy Sanchez I Zapata de Liori, primo signore di Barajas. Fu il primo a trasferirsi nel regno di Castiglia, per motivazioni divergenti[5]. Si sposò due volte, la prima con donna Mencia de Ayala, signora della villa di Barajas. Il matrimonio non portò figli ma la villa divenne proprietà del marito e dei suoi discendenti. Da questo momento dunque la signoria di Barajas entra nei possedimenti Zapata, e Ruy Sanchez ne è il primo signore. Ruy Sanchez si sposò la seconda volta con Costanza de Aponte, figlia del signore di Monreal. Ebbero tre figli: Ruy Sanchez II, Pedro e Juan.
- Ruy Sanchez II Zapata de Aponte, secondo signore di Barajas, si sposò due volte, la prima con Juana de Ulloa da cui ebbe quattro figli: Juan, Rodrigo (canonico di Toledo), Ynes, Costanza. Si sposò la seconda volta con Yomar de Alarcon da cui ebbe tre figli: Lope, Maria e Marina.
- Juan I Zapata de Ulloa, terzo signore di Barajas, servì il re Enrico IV e poi Fernando e Isabella. Conosciuto come Juan il coraggioso per il coraggio con cui affrontava i pericoli di guerra. Le sue case si trovavano nella Piazza del Conte a Barajas. Si sposò con Maria de Luxan da cui ebbe sette figli: Pedro, Antonio, Francisco, Juana, Leanor (che si sposò con Juan Jimenes de Cisneros, fratello del cardinale Francisco Jimenes de Cisneros, per due volte reggente di Castiglia e Inquisitore generale della Santa Inquisizione), Maria (che si sposò con Lorenço Suarez, capostipite del ramo degli Suarez Zapata) e Juan, che succedette nel casato.
- Juan II Zapata de Cisneros, quarto signore di Barajas. Commendatore dell'ordine di Santiago, cavaliere maggiore del re Enrico IV e aiutante di S.A.R. il principe Juan, figlio dei Re Cattolici di Spagna. Sposò donna Leonor Osorio Cuello da cui ebbe cinque figli: Juan, Pedro, Francisco, Gomez e Geronimo.
- Juan III Zapata Osorio, quinto signore di Barajas, sposò sua cugina, donna Maria Ximenes de Cisneros (figlia di Juan Jimenes de Cisneros, fratello del cardinale Francisco Jimenes de Cisneros, detto “Il terzo Re”, e di donna Leanor Zapata), da cui ebbe otto figli: Francisco, che succedette nel casato, Gabriel, che sposò donna Maria Hurtado (ed ebbe come figlio Francisco Zapata Hurtado che succedette in seguito al casato), Juan, Pedro, Benito, Joseph (che si inserisce nella linea dinastica sarda sposando Eleanor Zapata y Castelvy, da cui ereditò la baronia di Las Plassas), Leanor e Luisa.
- Francisco I Zapata de Cisneros, primo conte di Barajas. Fu il primo ad avere il titolo di conte di Barajas nel 1572, come riconoscimento per aver soccorso il regno di Granada nella ribellione e cacciata dei Mori. Fu cavaliere dell'Ordine di Santiago, signore della Alameda, commendatore di Guadalcanal e tesoriere dell'ordine. Fu al servizio del re Filippo II il cattolico, Maggiordomo Maggiore della regina Anna e dei principi della casa reale, Presidente dei consiglio supremo di Castiglia e dei consigli reali di guerra e di stato. Fu infine assistente e capitano generale di Siviglia. Sposò donna Maria de Mendoça dei conti della Coruna. Ebbe 2 figli: Diego, che succedette nel casato, e Antonio, nato l'8 ottobre 1550, che intraprese la carriera ecclesiastica: fu vescovo di Santa Balbina ed elevato al rango cardinalizio il 9 giugno 1604 da papa Clemente VIII. Nel 1620 Filippo III gli conferì l'incarico di viceré di Napoli. Nel 1627 il papa Urbano VII nominò Antonio Zapata y Cisneros inquisitore generale del regno. La sua casa a Napoli, in piazza Trieste e Trento, è ancora chiamata Palazzo del Cardinale Zapata. Morì il 27 aprile 1635 all'età di 84 anni.
- Diego Zapata de Mendoça, secondo conte di Barajas, signore di Alameda, commendatore di Montealegre e dell'Ordine di Santiago e maggiordomo del Re. Si sposò due volte. La prima con Caterina de Zuniga da cui ebbe due figlie: Maria, Anna. La seconda con donna Maria Sidon dama della regina Margherita. Da lei ebbe 6 figli: Antonio, Francisco, Juan, Diego, Lorenço e Vicente.
- Gabriel Zapata de Cisneros, terzo conte di Barajas, nipote di Diego, figlio di Juan III e Maria de Cisneros, eredita il casato. Si sposò con Maria Hurtado da cui ebbe il figlio Francisco Zapata Hurtado.
- Francisco Zapata Hurtado, quarto conte di Barajas, figlio di Gabriel, sposò Teresa de Mendoça ed ebbe 3 figli: Gabriel, Francisco e Diego.
- Diego Zapata, quinto conte di Barajas. Morì l'11 dicembre 1684.

Da questo punto la linea dinastica spagnola non viene più documentata in modo sistematico.

## Linea dinastica sarda

### Baroni di Las Plassas, baroni (detti marchesi) di Barumini e di Villanovafranca, baroni di Capoterra e Sarroch
Gli Zapata si stabilirono nell'isola ai primi del XIV secolo. Nella spedizione organizzata per ordine del re Jaume d’Aragona,  capitanata da suo figlio Alfonso, e sbarcata a Palmas di Sulcis il 12 giugno 1323, fra i capitani figurano i nomi di Michele Perez Zapata e di Rodrigo Zapata. Nella seconda spedizione del 1334, fatta per ordine del re Alfonso IV, succeduto al padre, contro Alghero e Monteleone, figura come comandante in capo un don Juan Zapata.
- Don Açor I, signore di Barajas, si stabilì in Sardegna alla fine del 1400. Vicario reale (veguer), sposò nel 1480 una figlia di don Francisco Oliver da cui ebbe due figli: Francisco e Caterina che sposò don Bernardo Roig. Il fratello di Açor I, Martino Zapata, fu canonico nella cattedrale di Bosa e poi vescovo. Açor I fece testamento, il 27 novembre 1505, nelle mani del notaio Nicola Boy a Cagliari e ivi morì il 6 gennaio 1506.
- Don Francisco I Zapata Oliver. Sposò una Montpalau da cui ebbe due figli: Azor II che succedette nel casato e Gerolamo Zapata Montapalau che fu vicario generale di Monsignor Antonio Parraguez, arcivescovo di Cagliari, nel 1560.
- Don Açor II Zapata Montpalau, primo barone di Las Plassas. Maggiore del porto di Iglesias, alcalde del castello di Cagliari, cavaliere di Calatrava. Ambasciatore dello stamento militare al re Filippo II nel 1560. Ebbe il possesso feudale della baronia di Las Plassas e delle ville annesse (Barumini e Villanovafranca) da Pietro de Ruppebertino, con diploma di Carlo V firmato a Ratisbona il 6 maggio 1541[7]. La baronia comprendeva il castello di Is Pratzas (poi ispanificato in Las Plassas - il termine campidanese “Is Pratzas” significa “i cortili” e faceva probabilmente riferimento alle case con cortile ancora oggi presenti nella zona)[8] e Barumini, dove sorge il cinquecentesco Palazzo Zapata (oggi Museo Casa Zapata, che è stato per più di 400 anni residenza della famiglia). La famiglia dimorò in Sardegna fino all'estinzione, alla metà del XX secolo. Açor II sposò donna Marquesa Castelvy e morì a Cagliari il 6 dicembre 1618. Ebbe come figlio Francisco, che succedette al casato. Fu seppellito nella cattedrale di Cagliari.
- Don Francisco II Zapata Castelvy, secondo barone di Las Plassas, cavaliere di Calatrava e alcalde del castello di Cagliari. Sposò donna Ana Castelvy y Castelvy (figlia di Antaldo di Castelvy, primo conte di Laconi e visconte di Sanluri, e Maria Castelvy, valenziana). Ebbero due figli: Antonio, che fu governatore di Cagliari e morì senza figli, e Leanor. La baronia andò in dote a quest'ultima, che trasmise il titolo al marito Joseph, signore di Barajas.
- Don Joseph Zapata de Cisneros, nativo di Madrid, figlio di Juan III Zapata Osorio (ovvero il quinto signore di Barajas), cavaliere dell'Ordine di Santiago e alcalde del castello di Cagliari nel 1587. Il 15 novembre 1587 ottenne l'investitura del feudo di Las Plassas come marito e procuratore della moglie donna Eleanor Zapata Castelvy (sposata il 1º agosto 1579), primogenita del predetto don Francisco ed erede della baronia di Las Plassas, dato che il fratello di questa, Antonio, era morto senza discendenza. Divenne così il terzo barone di Las Plassas[9]. Ebbero tre figli: Francisco che succedette nel casato, Juan, governatore di Cagliari e Gallura con documento firmato dal re Filippo III di Spagna il 12 maggio 1613[10] e Juana, nata il 5 ottobre 1586, che sposò don Antonio Brondo Ruecas, conte di Serramanna.
- Don Francisco III Zapata Zapata, quarto barone di Las Plassas, cavaliere di Calatrava e anch'egli alcalde del castello di Cagliari, sposò il 3 febbraio 1599 nella cattedrale di Cagliari donna Giovanna Zatrillas Sanjust de Aragall y Alarcon figlia del conte di Cuglieri. Nel 1609 edificò insieme alla madre ed al fratello don Giovanni, governatore di Cagliari e Gallura, il convento dei Padri Cappuccini di Barumini. Due figli: Azor, che succedette nel casato, ed Elena, nata il 25 maggio 1602, che sposò don Diego de Aragall, governatore di Cagliari e Gallura, l'8 aprile 1623.
- Don Açor III Zapata Zatrillas, quinto barone di Las Plassas, nato a Cagliari l'8 dicembre 1612 fu anch'egli alcalde del castello di Cagliari. Il 30 aprile 1631 sposò in prime nozze donna Casilda Beruat da Valenza, figlia del reggente don Silverio, da cui ebbe 3 figli: Alberto, nato il 14 agosto 1633 e morto nel gennaio del 1642, Raimonda, nata il 26 settembre 1634, e Cristoforo, nato il 12 luglio 1636 e morto il 22 dicembre 1679. In seconde nozze, il 13 novembre 1641, sposò Francesca, figlia di Alfonso Tison da Murcia e Caterina Navarro, da cui ebbe altri tre figli: Ignazio che succedette nel casato, Antioco Luigi, nato il 2 maggio 1632, che sposò donna Paola Castelvy[11] e Agostino, nato il 29 agosto 1648 e morto il 31 agosto 1717, che il 27 marzo 1669 sposò in prime nozze donna Baldassarra Bonfant, figlia di don Michele e donna Anna Maria Perez della Bronda, in seconde nozze, il 30 novembre 1671, sposò donna Maria Torrellas Filiol, figlia di don Gerolamo e donna Maria e in terze nozze, il 3 febbraio 1697, sposò donna Simona Camps Castelvy figlia di don Narciso e di donna Agostina. Dal matrimonio di Agostino Zapata Tison con Maria Torrellas Filiol nacquero tre figli: Giuseppe Zapata Torrellas, che nel 20 maggio 1696, sposò donna Giovanna Maria Carola, figlia di don Francesco Diego e di donna Maria Chiara Bonfant; Maria Francesca Zapata Torrellas, nata il 15 luglio 1680, che sposò in seconde nozze don Francesco Machin, il 26 maggio 1716, e Francesca Antonia Zapata Torrellas, nata il 28 settembre 1675 che sposò don Lorenzo Sanjust Mallò, vedovo di donna Giuseppina Masones e figlio di don Francesco Sanjust Zatrillas e donna Gerolama. Francesca morì il 7 luglio 1697. Dal matrimonio di Francesca Zapata Torrellas e don Lorenzo Sanjust Mallò nacque donna Isabelanna Sanjust Zapata che sposò, in prime nozze, don Francesco Saveris e in seconde nozze don Saturnino Vico Lanza Torrellas, barone di Capoterra. Da quest'ultimo matrimonio nacque don Francesco Bernardo Vico Sanjust, barone di Capoterra che sposò donna Mariangela Amat di San Filippo. La figlia di quest'ultimo, Luigia Vico Amat, baronessa di Capoterra e Sarroch, sposò il 6 febbraio 1774, don Lorenzo Zapata Vivaldi, undicesimo barone di Las Plassas. La Vico trasmise alla Casa Zapata il titolo feudale della baronia di Capoterra e Sarrok. Açor III Zapata Zatrillas morì il 6 dicembre 1658.
- Don Ignazio Zapata Tison, sesto barone di Las Plassas, alcalde del castello di Cagliari, nato a Cagliari il 16 agosto 1642. Sposò l'11 ottobre 1665 donna Giuseppina Brondo y Castelvy, figlia di don Francesco Lussorio Brondo Gualles, marchese di Villacidro e Palmas e di donna Faustina Castelvy. Da casa Brondo proviene il palazzo di Cagliari che fu abitato dagli Zapata fino alla fine del XX secolo e noto come Palazzo Brondo Zapata. Ebbe sette figli: Francesco, che succedette nel casato, Antonio, che succedette nel casato dopo la morte del fratello Francesco, Felice Demetrio, nato il 17 novembre 1671, Giovanna Chiara, nata il 1º luglio 1673 e morta il 2 gennaio 1677, Marianna, che sposò il 9 settembre 1683, don Ignazio Aymerich Manca conte di Bonorva, figlio di don Salvatore Aymerich Cervellon, conte di Villamar, e di donna Maria Manca Ledà; nacquero poi Elena Maria, il 22 novembre 1676, Faustina, cresimata il 30 novembre 1684, che sposò il 30 giugno 1688 don Felice Carnicer Barnesso, figlio di don Giovanni Battista e donna Angela. Ignazio Zapata Tison fece testamento il 29 novembre 1679[12].
- Don Francesco IV Zapata Brondo, settimo barone di Las Plassas, nacque il 7 gennaio 1668. Sposò l'8 ottobre 1684 donna Maria Caterina Torrellas Ponti, figlia di Agostino Torrellas Spiga e Adelina Ponti Zatrillas, dei marchesi di Soleminis (sposò in quarto grado di consanguineità). Ebbe tre figli: Antonio, nato il 5 luglio 1690 e morto il 17 dicembre 1739, Francesco, nato il 2 ottobre 1692, e Maria Maddalena che, il 13 febbraio 1707, sposò Pietro Manca Guiso Cervellon, marchese d'Albis e barone di Bonvei, figlio di don Antonio Giuseppe e donna Isabella Cervellon Torresani e morì il 25 giugno 1751. Gli eredi maschi morirono senza figli e non potendo ereditare il titolo la figlia superstite, donna Maria Maddalena, gli succedette nel feudo suo fratello, don Antonio Zapata Brondo. Il passaggio del titolo da Francesco a suo fratello Antonio, passando per la nipote Maria Maddalena, avvenne con una complicata causa giudiziaria di cui si conservano i documenti presso l'archivio Zapata. Francesco Zapata Brondo morì il 11 luglio 1692.
- Don Antonio Zapata Brondo, ottavo barone di Las Plassas, detto marchese di Barumini e Villanovafranca. Da questo momento si comincia a usare il titolo marchionale, che entra effettivamente nell'uso comune come risulta dalle carte dell'Archivio Zapata tra cui una bolla pontificia, benché senza alcuna concessione. Antonio Zapata Brondo era capitano generale della fanteria miliziana, gentiluomo di camera di Vittorio Amedeo II e di Carlo Emanuele III. Vinse la causa presso il Regio Fisco contro la nipote Maria Maddalena, che gli permise di ottenere l'eredità del feudo. Sposò, il 13 novembre 1695, donna Beatrice Sanna Zapata, figlia di don Antioco Sanna Malonda, barone di Gesico e Goni e di donna Maria Zapata Castelvy. Ebbero sei figli: Ignazio, che succedette nel casato, Maria, nata il 28 dicembre 1712, Maria Giuseppa, nata il 16 ottobre 1711 e morta il 27 novembre 1713, Felice Maria, nato il 18 luglio 1705 e morto il 14 dicembre dello stesso anno, Antonia, che sposò don Francesco Cervellon, e Antioco Maria, nato il 26 settembre 1709. Antonio Zapata Brondo morì il 15 dicembre del 1749.
- Don Lorenzo I Zapata Sanna, nono barone di Las Plassas, detto marchese (in realtà barone) di Barumini e Villanovafranca. Nacque il 27 gennaio 1703. Fu anch'egli capitano generale della fanteria miliziana e gentiluomo di camera di Carlo Emanuele III. Sposò il 18 gennaio 1722 donna Gregoria Sanjust Delitala (morta l'8 ottobre 1781), figlia di don Francesco Sanjust Manca, conte di San Lorenzo, e di donna Giovanna Delitala Dexart. Ebbero sette figli: Francesco, che succedette nel casato, Ignazio, nato a Cagliari il 12 ottobre 1728. Tenente di Vascello della Reale Armata Spagnola. Sposò a L'Avana (Cuba) il 21 settembre 1762, donna Claudia de la Parra, figlia di Emanuele e di Gertrude del Pino. Morì a L'Avana il 25 ottobre 1769. (Suo figlio, Francesco Saverio Zapata Sanna, nacque a L'Avana il 17 maggio 1768. Egli pure fu tenente di vascello della marina spagnola. Sposò Gioacchina Gasco y Puello. Il figlio di questi ultimi, Ignazio Clemente Zapata Gasco nacque e morì a L'Avana). Vi furono poi Marianna, nata il 31 luglio 1726, Rosa Maria, nata il 3 settembre 1727, ordinata monaca cappuccina a Cagliari, Antonio Maria, nato il 27 febbraio 1724 e morto il 9 febbraio 1733, Beatrice Maria, nata il 28 luglio 1735, monaca professa di Santa Lucia a Cagliari, Maria Eusebia Eulalia, nata il 20 dicembre 1722, che sposò don Pietro Vico Amat, marchese di Soleminis. Lorenzo I Zapata Sanna, morì il 19 febbraio 1766 e fu sepolto nella chiesa della Purissima a Cagliari.
- Don Francesco V Zapata Sanjust, decimo barone di Las Plassas, detto marchese di Barumini e Villanovafranca, nato a Cagliari nel febbraio 1725, sposò il 9 febbraio 1744, donna Giuseppina Vivaldi Pasqua, figlia di don Pietro Vivaldi Pasqua, marchese di Trivigno e di donna Francesca Castelvy. Ebbero 10 figli: Lorenzo II, che succedette nel casato, Raimondo, nato il 5 marzo 1757 e morto il 10 agosto 1765, Alberto, nato il 22 settembre 1758 e morto il 30 gennaio 1776, Maria Raimonda, nata il 31 agosto 1751, Francesca, nata il 30 luglio 1746, che il 2 ottobre 1771 sposò don Giovanni Manca Guiso, marchese d'Albis, figlio di don Pietro e di Maddalena Zapata. Ella morì l'11 febbraio 1817. Vi fu poi Sebastiano, nato il 9 febbraio 1755 e cresimato il 16 febbraio 1763, Maria Luigia, nata il 28 gennaio 1753 e morta il 12 ottobre 1756, Pietro, nato il 28 febbraio 1749, Giovanna, nata il 1º agosto 1745 e morta il 7 novembre 1752, e Antonio, nato il 18 giugno 1750, colonnello di cavalleria promosso brigadiere il 2 ottobre 1803, divenuto tenente delle guardie del corpo del re di Sardegna il 7 aprile 1799 e primo capitano degli alabardieri l'8 marzo 1793. Don Francesco V Zapata Sanjust morì il 25 maggio 1776.
- Don Lorenzo II Zapata Vivaldi, undicesimo barone di Las Plassas, detto marchese di Barumini e Villanovafranca, nato a Cagliari il 21 luglio 1747 e sposato il 6 febbraio 1774 con donna Luigia Vico, figlia di don Francesco Bernardo, erede della baronia di Capoterra e Sarroch, e donna Angela Amat. Ebbero 6 figli: Efisio Luigi, che succedette nel casato, Maria Michela, nata il 9 luglio 1780 e morta il 22 agosto 1784, Maria Giuseppa, nata l'11 settembre 1783, che l'8 febbraio 1802 sposò don Emanuele Ripoll, marchese di Neoneli, figlio di don Enrico e di donna Giovanna Asquer; in seconde nozze, il 3 maggio 1818, sposò il conte don Francesco Angelo Giua da Tempio Pausania, giudice di cause civili. Ella morì l'8 novembre 1841. Nacquero poi Sebastiano, il 27 marzo 1775, morto il 30 giugno 1776, Maria Efisia, nata il 4 novembre 1776 e morta nubile l'11 agosto 1850, e Maria Anna, nata il 23 ottobre 1777 e morta il 19 gennaio 1793. Lorenzo II Zapata Vivaldi morì il 15 gennaio 1784.
- Don Efisio Luigi Zapata Vico, dodicesimo barone di Las Plassas, detto marchese di Barumini e Villanovafranca, per eredità materna barone di Capoterra e Sarroch. Nato a Cagliari il 10 luglio 1782, sposò il 28 gennaio 1812 donna Francesca Vivaldi, figlia di don Pietro, marchese di Trivigno e di donna Enrichetta Chabod. Ebbero 8 figli: Lorenzo II Carlo, che succedette nel casato, Maria Teresa, nata il 14 maggio 1822, che nel maggio 1849 sposò Don Antonio Maramaldo dei conti della Minerva di Sassari, figlio di don Angelo e di donna Tomasa Lostia. Morì il 2 luglio 1887. Nacque poi Pietro, il 5 dicembre 1819, che sposò donna Giovanna Sanjust dei conti di San Lorenzo; non ebbe figli e morì il 12 agosto 1913. Riposa nel cimitero di Cagliari. A seguire vennero alla luce Maria Carolina, nata il 17 ottobre 1826 e morta nubile, Maria Enrichetta, nata il 15 settembre 1814 e morta il 24 febbraio 1832, Maria Giuseppa, nata il 5 luglio 1815, che sposò Diego Melis, maggiore di fanteria, e morì il 26 ottobre 1872, Giuseppa Maria, gemella della precedente, nata il 5 luglio 1815 e morta nubile il 24 luglio 1856, Maria Luigia, nata il 1º maggio 1813 e deceduta nubile il 22 agosto 1858. Pittrice, i suoi disegni sono parte della collezione dell'archivio Zapata. Don Efisio Luigi Zapata Vico cedette al municipio di Cagliari, il 13 agosto 1831, il teatro attualmente chiamato Civico, che era parte integrante del palazzo di Castello. Morì il 10 novembre 1836 ed è sepolto nel cimitero di Cagliari.
- Don Lorenzo III Carlo Zapata Vivaldi, tredicesimo barone di Las Plassas, barone di Capoterra e Sarroch, detto marchese di Barumini e Villanovafranca. Nato a Cagliari il 28 marzo 1818, sposò il 5 ottobre 1845 donna Francesca Quesada (morta il 28 febbraio 1905 e sepolta nel cimitero di Cagliari), figlia di don Carlo, marchese di San Sebastiano, conte di San Pietro e di Adelaide Amat dei marchesi di Villarios. Ebbero 4 figli. 1) Efisio Carlo che succedette nel casato. 2) Eugenio, nato il 7 maggio 1857 e morto a Pisa il 31 gennaio 1880, tumulato nel cimitero di Sassari, nella tomba della Famiglia Quesada. 3) Ferdinando, nato il 18 giugno 1853 e morto a Cagliari il 26 giugno 1921. 4) Adelaide, nata il 30 dicembre 1855 e morta il 29 dicembre 1860. Don Lorenzo III Carlo Zapata Vivaldi fu l'ultimo feudatario e morì il 16 aprile 1879.

Dal secolo XIX il titolo marchionale, che già dal XVII secolo è entrato nell'uso comune, e documentato in diversi atti privati notarili, per identificare i membri della famiglia Zapata, viene utilizzato anche in documenti ufficiali tra cui uno pontificio del 1857, firmato dal papa Pio IX, che autorizza il marchese Lorenzo Zapata e sua moglie Francesca alla celebrazione delle messe nella cappella di palazzo a Barumini.
- Don Efisio Carlo Zapata Quesada, quattordicesimo barone di Las Plassas, barone di Capoterra e Sarroch, detto marchese di Barumini e Villanovafranca. Nato a Cagliari il 25 luglio 1846. Fu ufficiale dei Lancieri di Novara nel 1866. Sposò Emilia D'Aurelio, figlia di Venceslao da cui ebbe un solo figlio: Lorenzo IV Zapata D'Aurelio che succedette nel casato. Sposò in seconde nozze Teresa Schenk Leboter nata a Roemarstadt, in Moravia l'8 dicembre 1869 e morta a Cagliari nel 1921 dove è sepolta. Efisio Carlo Zapata Quesada morì a Cagliari il 18 febbraio 1917; riposa nel camposanto del capoluogo sardo.
- Don Lorenzo IV Zapata D'Aurelio, quindicesimo ed ultimo barone di Las Plassas, barone di Capoterra e Sarroch, detto marchese di Barumini e Villanovafranca, il 16 aprile 1917 sposò Enza Maria Concetta Ingarao, figlia di Giuseppe Ingarao e Angelina Guarnotta. Fu scrittore, genealogista e poeta, esponente del movimento fascista in Sardegna. Sua moglie, benefattrice, era nota come “la Marchesa Zapata”. Lorenzo IV Zapata D'Aurelio morì il 30 gennaio 1946.

Con la morte dell'ultimo barone senza discendenti la famiglia si è estinta. I parenti della moglie hanno aggiunto il cognome Zapata di Las Plassas per mantenerne il ricordo. Essi possiedono e custodiscono l'archivio Zapata.

### Linea dinastica semplificata
Dall'anno 1232: Pedro Sanchez I > Rodrigo Sanchez > Pedro Sanchez II > Rodrigo > Ruy Sanchez I > Ruy Sanchez II >Juan I > Juan II > Juan III > (…) Joseph > Francisco III > Açor III > Ignazio > Francesco IV > Antonio > Lorenzo I > Francesco V > Lorenzo II > Efisio > Lorenzo III > Efisio Carlo > Lorenzo IV ultimo barone, morto nel 1946.